# أحمد الغندور (عالم)
أحمد الغندور (؟؟؟ - 10 مارس 2018)هو عالم  أردني وخبير في الطاقة الشمسية وأستاذ دكتور بتخصص الهندسة الصناعية في الجامعة الهاشمية سابقاً. صنفه اتحاد مهندسي الطاقة كمدير الطاقة للعام لمنطقة الشرق الأوسط. كرم الدكتور الغندور من قبل الملك عبد الله الثاني بن الحسين ضمن مجموعة نجوم العلوم الأردنيين نظراً لإسهاماته في مجال تخصصه وذلك خلال المنتدى العالمي للعلوم لعام 2017م. توفي إثر حالة غرق بالمملكة العربية السعودية في مارس 2018.

## المؤهلات العلمية
- بكالوريوس في الهندسة الصناعية من الجامعة الأردنية في عام 1999.[8]
- ماجستير في تخصصه من جامعة ليدز بالمملكة المتحدة في عام 2000.[9]
- حصل على دكتوراه في مجال هندسة الطاقة من جامعة أريزونا في عام 2005.
- أحد مؤسسي شركة الكفاءة لحلول الطاقة والبيئة وشغل منصب رئيسها التقني التنفيذي.[10]